# Bruno Boscherie
Bruno Boscherie (n. 22 februarie 1951, Carpentras, La CoVe⁠(d), Franța) este un scrimer francez, medaliat olimpic. A participat la o ediție a Jocurilor Olimpice (1980) în care a câștigat o medalie de aur.

## Participări
Lista de mai jos prezintă principalele competiții la care a participat Bruno Boscherie de-a lungul carierei.
- fencing at the 1980 Summer Olympics – men's team foil[*]